# Yoshiki Takaya
Yoshiki Takaya (高屋 良樹?, Takaya Yoshiki; Prefettura di Akita, 21 febbraio 1960) è un fumettista giapponese, assai celebre per essere il creatore di Guyver (Bio Booster Armor Guyver), il quale venne adattato in diverse serie animate e in un film con attori reali. Guyver è stato serializzato su Shōnen Captain (pubblicato da Tokuma Shoten) per la durata della rivista dal 1985 al 1997. Al fallimento della Captain il manga è stato trasferito su Shōnen Ace, pubblicato da Kadokawa Shoten, che in seguito ristampa dall'inizio i volumi raccolti. In tutto ci sono 29 tankōbon disponibili.
Takaya ha comunque iniziato come fumettista hentai sotto lo pseudonimo di Morio Chimi (ちみもりを Chimi Moriwo), con parecchie opere stampate nella rivista per adulti Lemon People, pubblicata da Kuno Shoten. La più conosciuta fra queste è Hades Project Zeorymer, che è stata adattato in quattro episodi animati da AIC. Inoltre ha avuto delle storie pubblicate nell'antologia manga Petit Apple Pie sotto lo stesso pseudonimo.

## Opere

### Come Morio Chimi
- Hades Project Zeorymer (Project Zeorymer?, 冥王計画ゼオライマー)

Pubblicato tra l'Ottobre del 1983 e Novembre del 1984, su Lemon People.
- Ta-ta-ka-e Otō-san (た·た·か·え お父さん!!?)

Pubblicato nel Maggio del 1984, su Lemon People.
- ALEF ({{{2}}}?)

Pubblicato nel Febbraio del 1985, su Lemon People.
- Cross Fire (クロス·ファイア?)

Pubblicato nell'Aprile del 1985, come volume singolo.
- Kokoro no Yami ni Ai no Uzu (心の闇に愛の渦?)

Pubblicato nel Luglio del 1986, su Lemon People.

### Come Yoshiki Takaya
- Bio Booster Armor Guyver (Kyōshoku Sōkō Guyver?, 強殖装甲ガイバー)

Pubblicato tra l'Ottobre del 1985 e Febbraio del 1995 su Shōnen Captain, ripreso poi su Shōnen Ace.